# Helena Paleolog

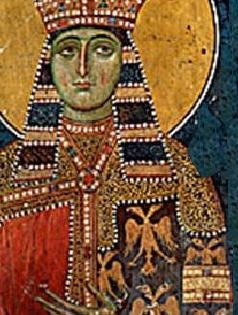
Helena Paleolog

Helena Paleolog (ur. 1431, zm. 7 listopada 1473) – córka ostatniego despoty Mistry Tomasza Paleologa, żona Łazarza II Brankowicza, serbskiego władcy (despoty) w latach 1456-1458. 

## Życiorys
Helena została jako dziecko poślubiona Łazarzowi II Brankowiczowi, z którym miała trzy córki. W 1459 roku, wkrótce po śmierci męża, wydała za mąż najstarszą córkę Marię za Stefana Tomaszewicza Kotromanicza, króla Bośni od 1461. Kiedy Turcy opanowali Bośnię, młodą królową wzięto do haremu tureckiego generała; Helenie i jej dwóm młodszym córkom udało się uciec na Leukas. Jedna z dziewcząt, Milica, zaślubiła pana na Kefalonii i Leukas, Leonarda III Tocco, jednak zmarła bezdzietnie po kilku miesiącach małżeństwa. Druga, Irena, wyszła za mąż za Jana Kastriotę, syna Skanderbega, i razem z nim po śmierci teścia udała się do Włoch. Helena pozostała na dworze zięcia na Leukas, wstąpiwszy w końcu do klasztoru, gdzie zmarła 7 listopada 1473 roku.